# Unguma jõgi
Unguma jõgi, auch Neemi Peakraav, ist ein Bach in der Landgemeinde Saaremaa im Kreis Saare auf der größten estnischen Insel Saaremaa. Er und Kiudu jõgi fließen in die Bucht Kiudu lõpp. Der Fluss liegt im Naturschutzgebiet Kahtla-Kübassaare hoiuala.
Unguma jõgi ist zehn Kilometer lang, und der Flusslauf wurde extrem verändert.